# Dilys Elwyn-Edwards
Dilys Elwyn-Edwards, rodným jménem Dilys Roberts, (19. srpna 1918 – 13. ledna 2012) byla velšská hudební skladatelka a učitelka. Narodila se ve městě Dolgellau na severozápadě Walesu. Studovala na cambridgeské Girton College a následně na Cardiffské univerzitě. Později studovala na londýnské konzervatoři Royal College of Music, kde jedním z jejích pedagogů byl skladatel Herbert Howells. Později se sama věnovala pedagogické činnosti, například na Bangorské univerzitě. Její skladby nahráli například Bryn Terfel a Aled Jones. Dne 3. září roku 1937 si vzala Elwyna Edwardse a mezi lety 1946 až 1972 učila hudbu.
Zemřela v severovelšské vesnici Llanberis ve věku 93 let.